# Nate Thayer
Nate Thayer (Massachusetts, 21 de abril de 1960- Falmouth, Massachusetts, 3 de enero de 2023) fue un periodista  estadounidense que ha trabajado en la Associated Press, el "Jane's Defence Weekly", el Washington Post, el Phnom Penh Post y el Far Eastern Economic Review. Conocido especialmente por el seguimiento al caso de los jemeres rojos y temas relacionados con Camboya y el Sudeste asiático, Thayer se hizo famoso por ser el último periodista, con el camarógrafo australiano David McKaige, que vio a Saloth Sar, conocido como Pol Pot, y que fue testigo del juicio popular que los jemeres rojos hicieron al antiguo dictador en medio de las selvas del noroeste camboyano en junio de 1997. Su historia fue publicada por la Far Eastern Economic Review en agosto de 1998.

## Vida
Nate nació en Massachusetts, hijo de Harold Thayer, quien fuera embajador en Singapur. A mediados de los 80 inicia la búsqueda de una etnia musulmana camboyana conocida como los Cham, pero se deja fascinar por los diferentes enfrentamientos de insurgencia en la frontera camboyana con Tailandia por lo que se queda en este último país tratando de vivir como reportero freelance.

## Reportero
Radicado en Aranyaprathet, una ciudad tailandesa fronteriza con Camboya (el punto camboyano es Poipet), Thayer establece contactos con los grupos enfrentados que luchan contra el gobierno camboyano acusado de ser un títere de Hanói. La región era entonces explosiva, especialmente los campos sembrados de minas antipersonales. En octubre de 1989, tratando de entrar dentro del territorio camboyano, el camión en el que iba tiene un accidente al golpear una mina, muriendo varios de los guerrilleros, pero Thayer sobrevive. Pero el peligro no era algo que detuviera al reportero estadounidense en su deseo de revelar al mundo los más íntimos secretos de la guerra: en junio de 1990 es el primer reportero que, acompañado de la guerrilla, entra en lo más profundo del territorio camboyano bajo control de los jemeres rojos. Sus permanentes contactos con la guerrilla, en cambio no fueron de la simpatía del gobierno camboyano. Sin embargo, junto con la reportera gráfica Leah Melnick, fueron los primeros periodistas en tener contacto con ambos bandos a principios de los 90.
Thayer llegó a ser el más activo reportero sobre la situación del país indochino, pero sus contactos fueron más cercanos a los jemeres rojos, hasta el punto que muchos críticos le consideran una especie de "portavoz" de estos. Lo cierto es que Thayer ha sido quizá el único reportero que ha ido más allá de un registrar cronológico de los acontecimientos, para dar un testimonio más de primera mano de la situación del país.

## Encuentro con Pol Pot
En 1991 los jemeres rojos, el gobierno y las demás facciones enfrentadas firmaron un tratado de paz. Entonces Thayer se radicó en Phnom Penh durante un tiempo. Entre sus ambiciones como periodista figuraba la de entrevistar al máximo dirigente de los jemeres rojos, Pol Pot, y su sueño casi se hace realidad en 1997. Thayer fue introducido por los jemeres rojos hasta la ciudad de Anglong Veng, la "capital" de lo que era el territorio controlada por los jemeres rojos en Oddar Mean Chey con el camarógrafo australiano David McKaige, en julio de 1997. En realidad los jemeres rojos pretendían que los dos periodistas rindieran testimonio del juicio al que iban a someter a Pol Pot por haber ordenado la muerte de Son Sen y 13 miembros de su familia, entre ellos niños y mujeres, ese mismo mes. La noticia en realidad había sido el motivo que había atraído la atención de Thayer. Durante dos horas, los dos periodistas presenciaron, grabaron y fotografiaron el juicio popular al que los jemeres rojos sometieron a quien había sido su máximo dirigente. Numerosos denunciantes hablaron en contra de Pol Pot, quien permaneció en silencio todo el tiempo, y al final recibió la sentencia de vivir encerrado en su casa por el resto de sus días. Para frustración de Thayer, Pol Pot no respondió a las pocas preguntas que alcanzó a hacerle antes que el antiguo dictador fuera sacado del lugar, pero el material que tenía se convirtió en una pieza importante de la historia de los conflictos camboyanos. La Review de Hong Kong publicó la historia de Thayer en varias ediciones y el canal estadounidense ABC pasó la cinta grabada por McKaige.

## Obras
- Nate Thayer: Sympathy for the Devil. Living Dangerously in Cambodia - A Foreign Correspondent's Story. New York 1999.